# ATMOS
ATMOS, również ATMOS 2000 (ang. Autonomous Truck Mounted Howitzer System) – izraelska samobieżna armatohaubica kalibru 155 mm na podwoziu Tatry, zaprojektowana przez Soltam Systems, a następnie produkowana przez Elbit Systems. Produkt przedstawiony głównie na eksport, użytkowany w Azerbejdżanie, na Filipinach, w Rwandzie, Tajlandii, Ugandzie i Zambii. W 2017 roku przedsiębiorstwo Elbit Systems otrzymało kontrakt na przygotowanie i dostawę armatohaubic dla Sił Obronnych Izraela.
Na licencji pozyskanej od Elbit Systems Huta Stalowa Wola produkuje działa stanowiące uzbrojenie polskiej armatohaubicy AHS Kryl.

## Historia
Projekt armatohaubicy był projektem własnym zakładów Soltam Systems. ATMOS miał stanowić alternatywę dla gąsienicowej artylerii samobieżnej. Konstrukcję stworzono z myślą o eksporcie. Według Soltam Systems taka konstrukcja jest bardziej ekonomiczna. Wykorzystanie podwozia kołowego ma wpływać na większą mobilność, niższe koszty eksploatacji i zdolność szybszego użytku na polu walki.
Szczegóły na temat armatohaubicy kalibru 155 mm ujawniono w 2001 roku. Podano wówczas, że w produkcji całego zestawu bierze udział dziewięciu podwykonawców.
Już w 2003 roku podano, że zakłady podpisały kontrakt o wartości 5 milionów dolarów na dostawę armatohaubic ATMOS. Według bazy danych SIPRI w tym roku Uganda nabyła trzy sztuki tej armatohaubicy.
Konstrukcja została zaprezentowana także Siłom Obronnym Izraela. Przeprowadzały one próby polowe zestawu w latach 2004, 2006, 2007–2008.
W 2010 roku przedsiębiorstwo Elbit Systems przejęło Soltam Systems i stało się oficjalnym producentem i sprzedawcą armatohaubicy ATMOS. W 2017 roku Ministerstwo Obrony Izraela poinformowało, że Elbit Systems wygrało kontrakt o wartości 800 milionów dolarów na przygotowanie i dostarczenie armii izraelskiej samobieżnych systemów artyleryjskich ATMOS .

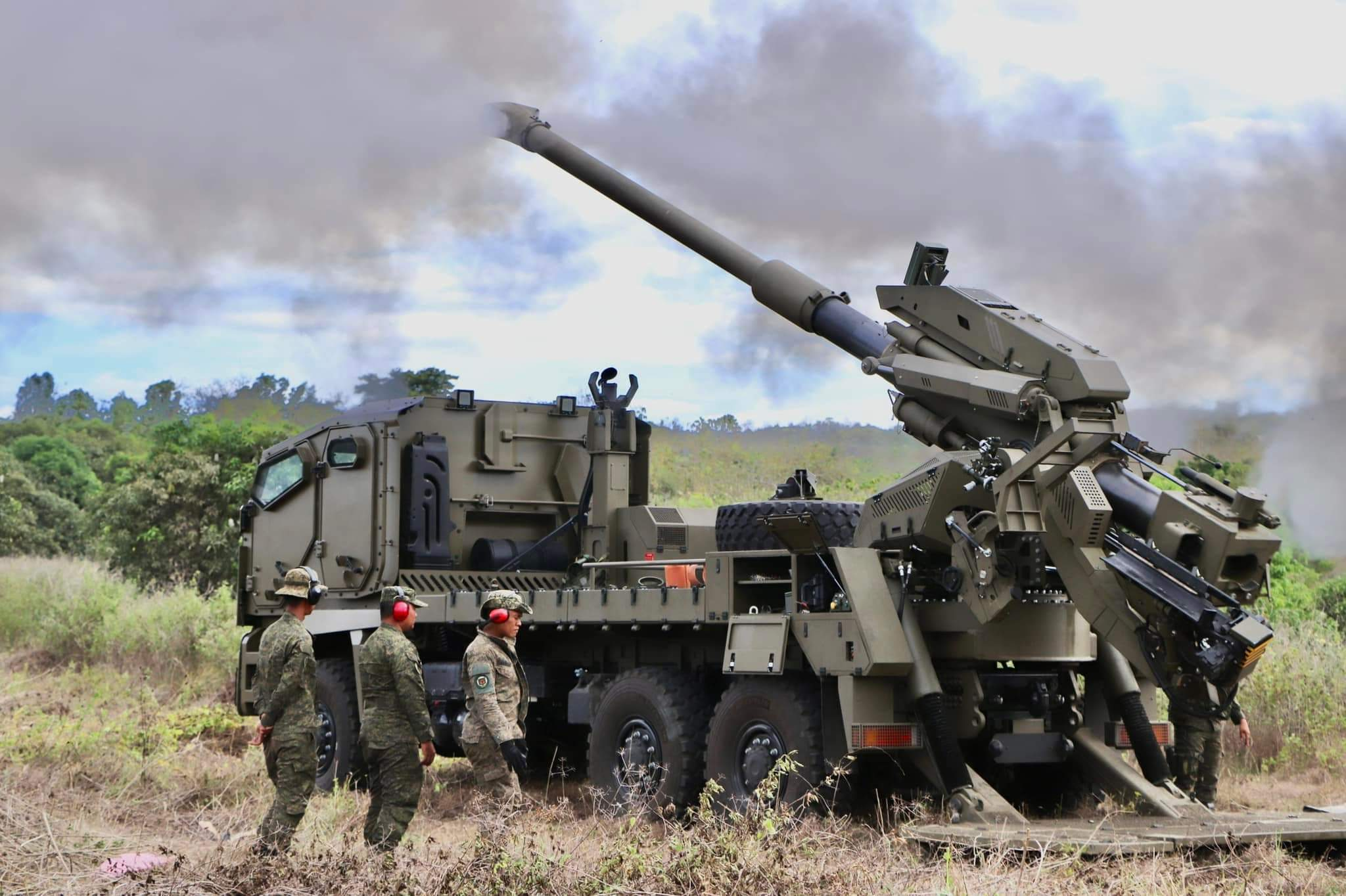
Strzelania poligonowe na Filipinach.

W 2013 roku Huta Stalowa Wola poinformowała, że produkcja polskiej armatohaubicy Kryl będzie odbywać się przy wykorzystaniu izraelskiego systemu ogniowego ATMOS od Elbit Systems. Decyzja wynikała z braku własnych możliwości do produkcji części działa przez HSW .
W 2018 roku Elbit Systems zaprezentowało Siłom Zbrojnym Azerbejdżanu modyfikację umożliwiającą zastąpienie zestawu ogniowego kalibru 155 mm radzieckim działem M-46 kalibru 130 mm na ciężarówkach KamAZ. W 2020 roku Zambia jako pierwsze państwo zakupiła armatohaubicę ATMOS w tej wersji .

## Charakterystyka

### Podwozie
Armatohaubica ATMOS montowana jest na podwoziu ciężarówki Tatry T815 VVN o napędzie 6x6, a także 8x8. Ciężarówka Tatra o napędzie 6x6 wyposażona jest w silnik Diesla o mocy 315 KM. Pozwala się on poruszać zestawowi z prędkością 80 km/h. Kabina pojazdu jest opancerzona i zapewnia ochronę załogi przed ogniem prowadzony z broni kalibru 7,62 x 39 mm, spełnia wymogi standardu STANAG 4569, a także może wytrzymać wybuch ładunku 6 kg TNT. Kabina może zostać wzmocniona dodatkową ochroną przeciw pociskom 7,62 × 51 mm NATO, a wytrzymałość na wybuch ładunku zostanie zwiększona do 8 kg TNT.
W 2018 roku Elbit Systems zaproponował, że armatohaubica może być montowana na podwoziach ciężarówek KamAZ o napędzie 6x6 i 8x8, silnikiem KamAZ-740.622-280 o mocy 280 KM.
Według zapewnień cały zestaw może być transportowany w samolocie transportowym C-130 Hercules. ATMOS może być obsługiwany przez 2–6 osób.

### Armatohaubica ATMOS
Jednostkę ogniową zestawu stanowi armatohaubica kalibru 155 mm o długości 52 kalibrów. Lufa może występować również w wariantach o długości 39 lub 45 kalibrów. System jest także przystosowany do użytku radzieckiego działa M-46 kalibru 130 mm. Elbit Systems zapewnia także możliwość przystosowania zestawu dla dział kalibru 105 mm, 122 mm i 152 mm.
ATMOS został wyposażony w zaawansowany system kontroli ognia i komputer balistyczny, które zbierają informacje o lokalizacji celów i umożliwiają natychmiastowy ostrzał celu po otrzymaniu informacji o nim w systemie. Systemy obrotu armatohaubicy i przeładowania są częściowo zmechanizowane i zautomatyzowane, ale w razie potrzeby armatohaubica może być obsługiwana w pełni manualnie. Odrzut działa może być regulowany w przedziale 850–1100 mm.
ATMOS w konfiguracji z armatohaubicą kalibru 155 mm może strzelać pociskami Extended Range Full Bore Base Bleed na odległość ponad 40 km. Donośność przy użyciu amunicji odłamkowo-burzącej wynosi 30 km, a w przypadku użycia amunicji w standardzie M107 donośność wynosi 22 km.
Pierwszy strzał można oddać po 30 sekundach. Szybkostrzelność wynosi 8 strz./min. Ogień może być prowadzony w dzień i w nocy.

## Użytkownicy
Azerbejdżan
W 2008 roku Siły Zbrojne Azerbejdżanu zakupiły pięć armatohaubic ATMOS.
 Filipiny
W 2020 roku SIły Zbrojne Filipin zakupiły za 47 milionów dolarów 12 sztuk armatohaubic ATMOS.
 Rwanda
W 2011 roku Izrael sprzedał Rwandzie trzy sztuki armatohaubic ATMOS.
 Tajlandia
Tajlandia kupowała armatohaubice ATMOS czterokrotnie (2012 - osiem sztuk, 2015 - 15 sztuk, 2018 - sześć sztuk, 2019 - 18 sztuk).
 Uganda
W 2003 roku Uganda zakupiła trzy sztuki armatohaubicy ATMOS za 5 milionów dolarów. W 2008 roku zakupiła kolejne trzy sztuki.
 Zambia
W 2020 roku Zambia zakupiła dla swojej armii sześć armatohaubic ATMOS w wersji ATMOS M-46 kal. 130 mm, co sprawia, że kraj ten jest pierwszym użytkownikiem tej modyfikacji .